# Oscar Temaru
Oscar Manutahi Temaru, född 1 november 1944 i Faaa på ön Tahiti, är en politiker i Franska Polynesien. Han har varit Franska Polynesiens president (regeringschef, le Président de la Polynésie française) i fem perioder: juni–oktober 2004, mars 2005–december 2006, september 2007–februari 2008, februari–november 2009 och sedan april 2011. Oscar Temaru var tidigare borgmästare i Faaa. Dessutom var han partiordförande för FLP, Front de libération de la Polynésie. Temaru var starkt kritisk till de franska provsprängningarna, som inleddes 1966 på atollen Mururoa.
År 2007 dömdes Temaru till 500 000 franc i böter för att han syftade till Franska Polynesiens vita invånare med ett kränkande ord (tahitiska aiha: "skräp").

## Utmärkelser
- Tahiti Nui-orden (Franska Polynesien, 2004, stormästare)[3]